# 刘以勤
刘以勤（1975年6月25日—），女，汉族，北京人，中华人民共和国政治人物，四川省归国华侨联合会党组书记、主席，中华全国归国华侨联合会副主席，第十三届全国政协委员。